# Orygocera indranoella
Orygocera indranoella is een vlinder uit de familie van de Depressariidae (Platlijfjes). Deze soort is voor het eerst wetenschappelijk beschreven als Rhozale indranoella door Pierre Viette in een publicatie uit 1985.
De soort komt voor in Madagaskar.